# Veksel (dokument)
 For alternative betydninger, se Veksel. (Se også artikler, som begynder med Veksel)
En veksel er et dokument, som på én gang kan virke som kredit- og betalingsmiddel.
Veksler har stor lighed med checks, men muligheden for kredit afskiller de to. Reglerne for de to dokumenttyper blev også internationalt udarbejdet samtidigt.
Vekslen indeholder en henvisning fra en person til en anden person om at betale den ydelse, der er beskrevet på vekslen, til en tredje person ved fremmøde med vekslen. En købmand, som køber et parti varer, kan fx ved levering betale med en veksel trukket på købmandens bank med betaling til sælger på en fremtidig dato.
En bank kan købe (diskontere) en veksel og fratrækker i den forbindelse en rente (diskontoen) beregnet til tidspunktet for betalingen.